# Physocleora marcia
Physocleora marcia là một loài bướm đêm trong họ Geometridae.